# Chris Macari
Christian Macari Ledru, est un réalisateur et producteur français de clips musicaux, né le 8 février 1980 à Créteil dans le Val-de-Marne.
Sa société de production audiovisuelle, Tchimbé Raid, a délivré depuis 2006 plus d’une cinquantaine de vidéo-clips de rap français, de RnB, de reggae-dancehall ou encore de zouk.
Vainqueur à l’Olympia du meilleur clip de hip-hop 2008, Chris Macari est désormais considéré comme un réalisateur incontournable[non neutre] du rap.

## Biographie
Bien que né dans le Val-de-Marne, il s’envole alors à peine âgé de 15 jours pour la Martinique d’où ses parents sont originaires. Il passera toute sa jeunesse sur « l’île aux belles fleurs », d’abord au Carbet puis à Schœlcher.
Chris Macari suivra la quasi-totalité de sa scolarité dans les établissements du centre-ville de Fort-de-France : l’école primaire de Carénage, le collège Ernest-Renan, et le lycée Victor-Schœlcher.
Après avoir obtenu son baccalauréat économique et social en 1998, il regagne la banlieue parisienne et plus précisément la ville de Roissy-en-Brie pour poursuivre des études supérieures d’arts graphiques à l’ESAG Penninghen, qu’il validera brillamment cinq années plus tard avec mention.
Dès lors, Chris Macari s’est installé dans le paysage audiovisuel  grâce à des réalisations pour des artistes confirmés tels que Booba, Nessbeal, Despo Rutti, Mac Tyer, Rim K, Mokobe, Rohff, Snoop Dogg, Seth Gueko, Bushido (rappeur), Damani, Kery James, La Fouine, Admiral T, Casey, Léa Castel, 113, Alonzo, Princess Lover, Tina Ly,  Ali Angel, Tony Parker, Kalash, Bakoon ou encore Kaaris.

## Récompenses
Chris Macari a remporté à l’Olympia la catégorie Meilleur clip de la 2e édition des trophées de l’Année du Hip Hop 2008 pour sa réalisation Le combat continue 3 de Kery James.
Chris Macari est le gagnant du concours RFO de la catégorie Meilleur vidéaste amateur en 2003 pour son premier court métrage intitulé Tchimbé Raid. Il brosse à travers cette vidéo de 4 minutes, un autoportrait nostalgique et évoque son état de santé face à la drépanocytose, via une lettre adressée à ses parents.

## Vidéographie
- 2003 : The Letter de TCHIMBE RAID PRODUCTION
- Août 2004 : Dommage de Tendance 09 vol.1
- Août 2004 : Je doute de Tendance 09 vol.1
- Décembre 2004 : school film of SUPINFO - Institute of Information Technology
- Avril 2005 : Songes d..un M.C yegri de WEEDY
- Septembre 2005/avril 2006 : Morgane de Clara de Clara Morgane
- Septembre 2004 : Pa meny.. Mwen de Tendance 09 vol.1
- Janvier 2005 : Madd Thing de MADD YOUTHS RECORDS
- Janvier/février 2005 : Invincible de O.G PLASM
- Février/mars 2005 : Rap & Biz de WEEDY
- Mars/avril 2005 : On ira bien de LS
- Juin 2005 : Ailleurs de West Isle
- Septembre 2005 : Vitry nocturne de 113
- Octobre 2005 : Je te donne de Warren
- Octobre 2005 : Snake Me de Warren
- Décembre 2005 : Juste nous de Ali Angel
- Janvier 2006 : Fermes tes Yyeux de 2 Wayz
- Janvier 2006 : 7e ciel de Jamice
- Avril 2006 : Stop de Hiroshimaa
- Avril 2006 : Trafic de stéréotypes de Despo Rutti
- Avril 2006 : Ali & Marisa de Lovely
- Mai 2006 : Cliches de Mac Kregor
- Juin 2006 : Emeutiers de Insurrection
- Juin 2006 : 9.3. tu peux pas test de Mac Tyer
- Septembre 2006 : Please Love Me de Marco Polo
- Octobre 2006 : Vini de Tina Ly
- Novembre 2006 : Bolides de Despo Rutti
- Janvier 2007 : Chez moi de Casey
- Mars 2007 : Balance toi de Tony Parker
- Mai 2007 : Paroles de Soninke de Mokobe, 113
- Juillet 2007 : Mon Soleil (New Version) de Princess Lover
- Juillet 2007 : Elle m'envie de Princess Lover
- Septembre 2007 : L'Espoir des favelas de Rim'K
- Octobre 2007 : Safari de Mokobe
- Novembre 2007 : Le Combat continue part III de Kery James
- Décembre 2007 : Clandestino de Rim'K
- Janvier 2008 : Parloir fantôme de Rim'K featuring Sefyu
- Février 2008 : Laisse moi dans mon bunker de Fat Taf featuring Despo'Rutti
- Février 2008 : Dernière chance de Lea Castel featuring Soprano
- Mars 2008 : Hustler de Krys featuring Vybz Kartel et Aidonia
- Avril 2008 : RSC (rois sans couronne) de Nessbeal
- Juin 2008 : On aime ça de Nessbeal
- Juin 2008 : Le Loup dans la bergerie de Nessbeal
- Juillet 2008 : Terrain vague de Rim'K
- Octobre 2008 : Ghetto Boyz/Vroum Vroum de Mac Tyer
- Novembre 2008 : Progress de Rohff ft Junior Reid
- Décembre 2008 : Rap Game de Rohff
- Janvier 2009 : Discret de AP
- Janvier 2009 : Aigle royal de Dosseh
- Février 2009 : Mauvais œil dans le périmètre de Mac Tyer
- Février 2009 : Game Over de Booba
- Mars 2009 : Truc de ouf de Kennedy
- Mars 2009 : Amnezia de Nessbeal
- Mars 2009 : Celle qu'il te faut de Kenza Farah featuring Nina Sky
- Avril 2009 : Le Son des capuches de Seth Gueko
- Avril 2009 : Kheye de Nessbeal
- Mai 2009 : We We We de Seth Gueko
- Mai 2009 : Sévère de Rohff
- Juin 2009 : Bande à part de Mala
- Juin 2009 : Double Poney de Booba
- Octobre 2009 : Rats des villes de Booba
- Novembre 2009 : Krav Maga de La Fouine
- Décembre 2009 : Je suis le quartier d'Alonzo
- Décembre 2009 : Banlieue sale de La Fouine featuring Nessbeal
- Février 2010 : Braquage Vocal d'Alonzo
- Février 2010 : Fœtus de Booba
- Mars 2010 : Créature Ratée de Casey
- Mars 2010 : So (réalisé en décembre 2006) de Mac Tyer
- Mars 2010 : Here Comes Damani de Damani featuring Snoop Dogg
- Mars 2010 : Ça bouge pas de Nessbeal
- Mars 2010 : Chacun son vice d'Alonzo featuring Ekila
- Avril 2010 : Viser la victoire d'Admiral T featuring Medine et La Fouine
- Avril 2010 : Redemption de Despo Rutti
- Avril 2010 : Tony a tué Manny de Mac Tyer
- Avril 2010 : Gladiator de Admiral T featuring Young Chang et Lieutenant
- Mai 2010 : Dangeroots de Despo Rutti
- Mai 2010 : Nu Lajan de Gato Da Bato featuring Booba
- Juin 2010 : Lamborghini de Green
- Juin 2010 : Ça chante de SMOD
- Juin 2010 : Golo de La Comera
- Juillet 2010 : Dinguerie du 113
- Août 2010 : Mali Debout de Mokobe
- Septembre 2010 : Caesar Palace de Booba
- Septembre 2010 : Berlins Most Wanted de Berlins Most Wanted (Bushido, Fler, Kay One)
- Octobre 2010 : Weg eines Kriegers de Berlins Most Wanted (Bushido, Fler, Kay One)
- Octobre 2010 : Chez Nous des Associés
- Octobre 2010 : Jour De Paye de Booba
- Novembre 2010 : Ma Couleur de Booba
- Décembre 2010 : On pense a vous de 113 et Amel Bent
- Janvier 2011 :  Abracadabra de Booba
- Mars 2011 : Saddam Hauts-de-Seine de Booba
- Avril 2011 : Leader de OGB featuring IAM et Mafia K'1 Fry
- Avril 2011 : Le Legiste de Kaaris
- Avril 2011 : Killer de Booba
- Juin 2011 : Régime militaire de Abou2ner
- Juin 2011 : Comme une étoile de Booba

CMTRP Ltd.
- Aout 2011 : L'histoire d'un mec qui coule de Nessbeal
- Octobre 2011 : Bakel City Gang de Booba
- Octobre 2011 : Gunshot de Nessbeal
- Octobre 2011 : Cruella de Shay featuring Booba
- Octobre 2011 : Ce n'était pas le deal de Mac Tyer
- Novembre 2011 : Paname de Booba
- Novembre 2011 : Africa Shootez Ballon(Official Song of the CAN Orange 2012) de Jon Loo K
- Novembre 2011 : La Nébuleuse des aigles de Nessbeal featuring Isleym
- Novembre 2011 : Gingerwine de Nessbeal
- Décembre 2011 : Vaisseau mère de Booba
- Décembre 2011 : Hors Catégorie de Niro
- Décembre 2011 : Corner de Gato Da Bato featuring Booba
- Février 2012 : Dans ton kwaah de Niro
- Février 2012 : Portrait robot de Rim'K
- Mars 2012 : Classico de Rim'K
- Avril 2012 : Vlog Congo Part.1 de Booba
- Avril 2012 : Casque intégral de Dosseh et Kozi
- Avril 2012 : Vlog Congo Part.2 de Booba
- Mai 2012 : Ni++er de Mac Tyer featuring Despo'Rutti
- Mai 2012 : A4 de Booba
- Juin 2012 : Scarface Remix de Tyla
- Juillet 2012 : Vlog La Guadeloupe Montreal de Booba
- Juillet 2012 : "Thug" de Elyxir Batismall
- Juillet 2012 : Zoe Bras/Zoe In Me de Gato Da Bato
- Août 2012 : Vlog Geneve La Reunion de Booba
- Septembre 2012 : Nummer Eins de Fler
- Septembre 2012 : Caramel de Booba
- Octobre 2012 : Hinter blauen Augen de Fler
- Novembre 2012 : J'pars en homme de Baxter Dexter
- Novembre 2012 : Tombé pour elle de Booba
- Décembre 2012 : Kalash de Booba featuring Kaaris
- Janvier 2013 : Zoo de Kaaris
- Février 2013 : Maître Yoda de Booba
- Février 2013 : Dodo la saumure Seth Gueko
- Mars 2013 : Au-Delà Des Mots Axel Tony
- Mai 2013 : Binks de Kaaris
- Mai 2013 : Chrome de Fler
- Juin 2013 :  Turfu de Booba
- Juillet 2013 : Millions de Monsieur Nov
- Juillet 2013 : Je Remplis L'sac 2 / Je Bibi 2 freestyle de Kaaris

CHRIS MACARI FILMS Ltd.
- Juillet 2013 : Pirates de Booba
- Août 2013 : High Heels de Fler, Jihad & Animus
- Août 2013 : Where It At de Waka Flocka Flame (coréalisateur)
- Septembre 2013 : Interview & Zenith Live de Booba
- Septembre 2013 : Paradis ou Enfer de Kaaris
- Septembre 2013 : Dès Le Départ de Kaaris
- Septembre 2013 : RTC de Booba
- Octobre 2013 : 63 de Kaaris
- Novembre 2013 : Parlons Peu de Booba
- Avril 2014 : Une vie de Booba
- Avril 2014: Level de Fler
- Mai 2014 : OKLM de Booba
- Janvier 2015 : Billets Violets de Booba
- Février 2015 : Tony Sosa de Booba
- Avril 2015 : LVMH de Booba
- Mai 2015 : Mannschaft de Youssoupha
- Mai 2015 : Mové Lang de Booba featuring Bridjahting & Gato
- Juin 2015 : Ma jolie de The Shin Sekaï
- Septembre 2015 : Attila de Booba
- Septembre 2015 : A.T.R de twinsmatic featuring Booba
- Octobre 2015 : Validée de Booba featuring Benash
- Février 2016 : 92i Veyron de Booba
- Mars 2016 : Comme les autres de Booba
- Mars 2016 : Après l'Automne de Kalash
- Mars 2016 : Balti de Gradur featuring Booba
- Avril 2016 : Vaillant de Alonzo
- Avril 2016 : Rouge et Bleu de Kalash featuring Booba
- Juin 2016 : Dix-Neuf de Sch
- Juin 2016 : Reste branché de Lefa featuring Sexion d'Assaut
- Août 2016 : Pinocchio de Booba featuring Damso & Gato
- Octobre 2016 : Infréquentables de Dosseh featuring Booba
- Novembre 2016 : DKR de Booba
- Novembre 2016 : Mon Everest de Soprano featuring Marina Kaye
- Décembre 2016 : Kiname de Fally Ipupa featuring Booba
- Mars 2017 : Ghetto de Benash featuring Booba
- Mars 2017 : Roule de Soprano
- Mars 2017 : Feu d'artifice de Alonzo featuring MHD
- Juin 2017 : Oh bah oui de Lacrim featuring Booba
- Juillet 2017 : Suis moi de Alonzo
- Juillet 2017 : Mamacita de Ninho
- Août 2017 : Chino de Ninho
- Août 2017 : La Légende de T Kimp Gee
- Octobre 2017 : Barrio de Hooss
- Décembre 2017 : Friday de Booba
- Janvier 2018 : Tuba Life de Niska featuring Booba
- Janvier 2018 : Tout est neuf de Dosseh featuring Sadek
- Février 2018 : KFC de Dosseh
- Mars 2018 : À la folie de Booba
- Mars 2018 : Coffrer de Ninho
- Avril 2018 : Dans le noir de Hooss
- Avril 2018 : Un Poco de Ninho

CHRIS MACARI.
- Août 2018 : Toto et Ninetta de Jul
- Septembre 2018 : Quelqu'un d'autre t'aimera de Jul featuring Alonzo
- Septembre 2018 : À la vie à l'amour de Soprano
- Novembre 2018 : Poussette de Jul
- Novembre 2018 : Cross de Myth Syzer featuring Ateyaba et Lino
- Décembre 2018 : Ma Che Beauté de Jul
- Janvier 2019: Dans mon élément de Georgio et Isha
- Janvier 2019 : Pablito de Jul
- Mars 2019 : Paris Est Magique de Ninho
- Juin 2019 : On Est Fait Pour Ca de Naps
- Septembre 2019 : Glaive de Booba
- Novembre 2019 : Mack Le Bizz Freestyle de Dinos
- Novembre 2019 : Déterminé de Hos Copperfield
- Mars 2020 : #OTT2 de NSeven7
- Mars 2020 : Buena Noche de Apach'
- Avril 2020 : Soldier d'Eva Queen
- Juillet 2020 : En Kaïra de Carlos Dante
- Juillet 2020 : Malandrino de Emi Killa & Jake La Furia
- Octobre 2020 : Sportback de 4 Keus ft. Hornet La Frappe
- Octobre 2020 : Désolé de Héritier Wata
- Janvier 2021 : Racoeur de Héritier Wata
- Septembre 2021 : They Don't Like It de Imran Khan
- Avril 2022 : Zyé Dou de T Kimp Gee
- Avril 2022 : Superman N'Existe Pas de Soprano ft. Zamdane
- Mai 2022 : Menm San La de Young Chang MC ft. T Kimp Gee
- Mai 2022 : Bomba de Kendji Girac ft. Omer Adam
- Mai 2022 : Remontada de T Kimp Gee ft. Tiitof
- Mai 2022 : ABM de Young Chang Mc
- Juin 2022 : Venga Mi de Soprano ft. Gradur
- Juin 2022 : Pétard de Young Chang Mc
- Juin 2022 : Fais Moi Danser de Noémie
- Juin 2022 : Lossa de Amel Bent ft. Benny Adam
- Juillet 2022 : J'ai Trop Vu Les Bâtiments de Shtar Ac ft. S-Pri Noir
- Septembre 2022 : Mon Identité de Noémie
- Novembre 2022 : C'est La Shtar Academy de Shtar Ac ft. Leto
- Décembre 2022 : Mona Lisa de Noémie
- Février 2023 : Tu l'Aimes Encore de Amel Bent ft. Dadju
- Juin 2023 : Under Pressure de Pompis
- Septembre 2023 : On a Changé de MIKL
- Octobre 2023 : La Loupe de Were Vana
- Novembre 2023 : TKT Pas de Maureen ft. MIKL
- Novembre 2023 : Morata de Carlos Dante
- Décembre 2023 : Certified Fanm Djok de Maleïka